# Cecalyphum fertile
Cecalyphum fertile är en bladmossart som beskrevs av Palisot de Beauvois 1822. Cecalyphum fertile ingår i släktet Cecalyphum och familjen Dicranaceae. Inga underarter finns listade i Catalogue of Life.